# Kitaakita
Kitaakita (japanisch 北秋田市 Kita-Akita-shi, deutsch ‚[kreisfreie] Stadt Nord-/Kita-Akita‘, englisch City of Kitaakita/Kitaakita City) ist eine Stadt in der Präfektur Akita auf Honshū, der Hauptinsel von Japan.

## Geographie
Kitaakita liegt nordöstlich von Akita und südwestlich von Aomori.

## Geschichte
Die Stadt Kita-Akita wurde am 22. März 2003 aus dem Zusammenschluss der Kleinstädte (machi) Takanosu (鷹巣町, -machi), Aikawa (合川町, -machi), Moriyoshi (森吉町, -machi) und Ani (阿仁町, -machi) im Landkreis Kita-Akita gegründet.

## Verkehr
- Straße:
  - Nationalstraße 7: nach Aomori und Niigata
  - Nationalstraßen 105, 285
- Zug:
  - JR Ōu-Hauptlinie: nach Fukushima und Aomori
- Flug
  - Flughafen Odate-Noshiro

## Söhne und Töchter der Stadt
- Yūsuke Minato (* 1985), nordischer Kombinierer
- Fuyuko Suzuki (* 1989), Biathletin
- Daito Takahashi (* 1980), nordischer Kombinierer

## Angrenzende Städte und Gemeinden

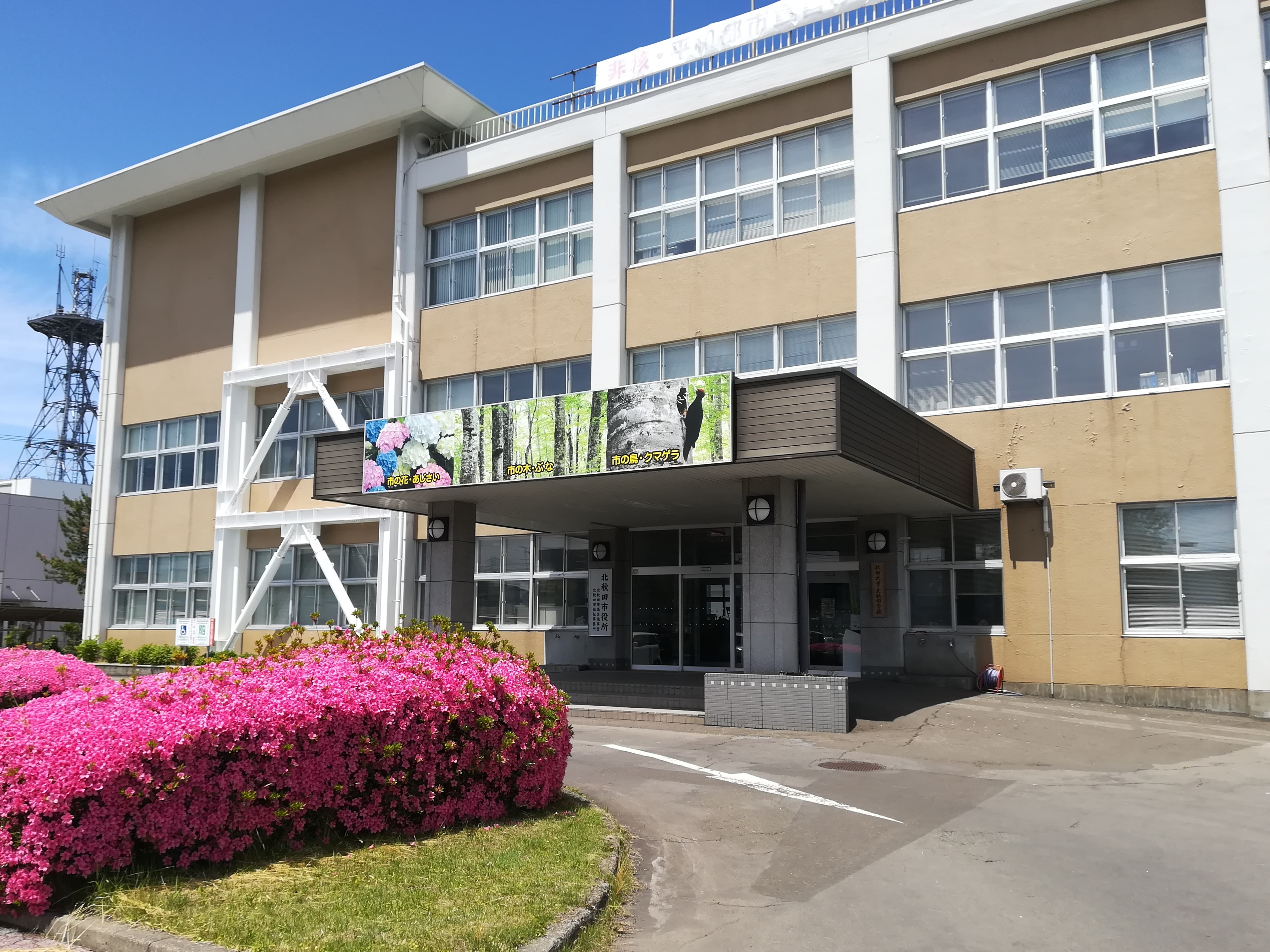
Rathaus

- Akita
- Noshiro
- Kazuno
- Senboku
- Ōdate
- Kamikoani
- Fujisato